# 植民地省
植民地省（しょくみんちしょう、英: Colonial Office）は、かつて存在したイギリスの中央官庁の一つ。世界中に版図を広げた大英帝国の植民地支配に関する事務を所管した。植民地大臣が指揮した。

## 歴史
イングランド王国は17世紀以降植民地を獲得していったが、はじめそれらは枢密院の中の委員会によって所管されていた。17世紀半ばのイングランド共和国時代になると通商・拓殖委員会(Committee for Trade and Plantations)が設置され、そこが植民地問題を所管した。1660年の王政復古後には通商・拓殖委員会は通商委員会と拓殖委員会に分離されたが、1696年には再び通商・拓殖庁(Board of Trade and Plantations)として合併された。
18世紀後半に北アメリカ植民地との関係が緊迫化したことを受けて、1768年に商務部門を切り離して、アメリカ・植民地問題庁(Board of the American and Colonial Affairs)が創設されたが、1782年にアメリカ独立が確実となると廃止され、植民地に関する問題は内務省が所管することになった。さらに18世紀末にフランス革命戦争が勃発したことで軍事面の統括を強める必要が生じ、1801年には陸軍省が内務省の植民地部門を所管することになり、陸軍・植民地省(War and Colonies Office)が創設された。
19世紀中期のクリミア戦争で陸軍の非効率性が浮き彫りとなったことで陸軍・植民地省改革の動きが強まり、1854年には再び陸軍省と植民地省が分離され、植民地省が独立官庁として活動することになった。
ただし植民地のうちインドについては植民地省の管轄ではなくインド省が所管していた。
植民地省は大英帝国最盛期のヴィクトリア朝から20世紀初頭の頃には最重要官庁の一つであったが、1925年には自治領(ドミニオン)を所管する自治領省(Dominion Office)が分離。さらに第二次世界大戦後には植民地が続々と独立しはじめ、植民地省が管理する植民地臣民の数は減少する一方になった（1946年には植民地省は植民地臣民6500万人を管理したが、20年後にはその数は十分の一以下にまで激減している）。そのため植民地省が独立省庁である意味は薄くなり、1966年には連邦(コモンウェルス)関係省(Commonwealth Relations Office)(1947年に自治領省は連邦関係省に改組されていた)と合同して連邦省(Commonwealth Office)が創設された。さらに1968年に連邦省が外務省に吸収され、外務・連邦省(Foreign and Commonwealth Office)が創設、加えて2020年に国際開発省を吸収して外務・英連邦・開発省となって現在に至っている。